# Пирдиреки
Пирдиреки (азерб. Pirdirəyi) — гора, расположенная к северо-западу от города Шемахы в Азербайджане, к востоку от развалин крепости Гюлистан. Высота над уровнем моря — 1049,4 м, а над уровнем города — 350 м.
В первой четверти X века, когда Шемахы был столицей Ширваншахов и одним из значительных и важных городов Ширвана, на вершине горы Пирдиреки было расположено святилище «пир», которые в указанный период встречались в городах и поселениях на территории современного Азербайджана.

## Археологические исследования
Материалы археологических исследований у подошвы горы отражают историю данной территории до раннего средневековья. В результате археологических раскопок у восточной подошвы горы Пирдиреки были обнаружены многочисленные фрагменты керамических сосудов и обломки хозяйственных кюпов, которые характерны для раннесредневекового периода. Эти находки, по словам историка Сары Ашурбейли, говорят о существовании некогда большого поселения близ Шемахи. 
Так, в 1967 году у подошвы горы археологи собрали большое количество обломков керамических сосудов, изготовленных вручную с плоскими крышками и выступающими ручками. Были также обнаружены каменные орудия, представляющие собой зернотёрки, ступки и ванны для отжима винограда. Данные находки свидетельствуют об упадке техники производства, что было характерно для раннего средневековья. По словам археолога Гусейна Джидди, данный упадок был связан как с внешними факторами, такими как войны между Византией, хазарами и Сасанидской империей, и внутренними, такими как формирование феодального общества.
Обширное поселение Пирдиреки, расположенное в 1 км к северу от Шемахи, богато материалами куро-аракской культуры. Территория поселения вспахивалась и занята виноградниками. В ходе археологических раскопок 1970 года на территории поселения были обнаружены каменные орудия для обработки продуктов земледелия, фрагменты очажных подковообразных подставок и керамических сосудов, в том числе с пачкающими черепками. Среди собранной керамики имеется и расписная, найдены черепки, покрытые ангобом светло-кремового оттенка. По словам археолога Идеала Нариманова, поселение Пирдиреки относится к числу ранних поселений куро-аракской культуры.

## Галерея

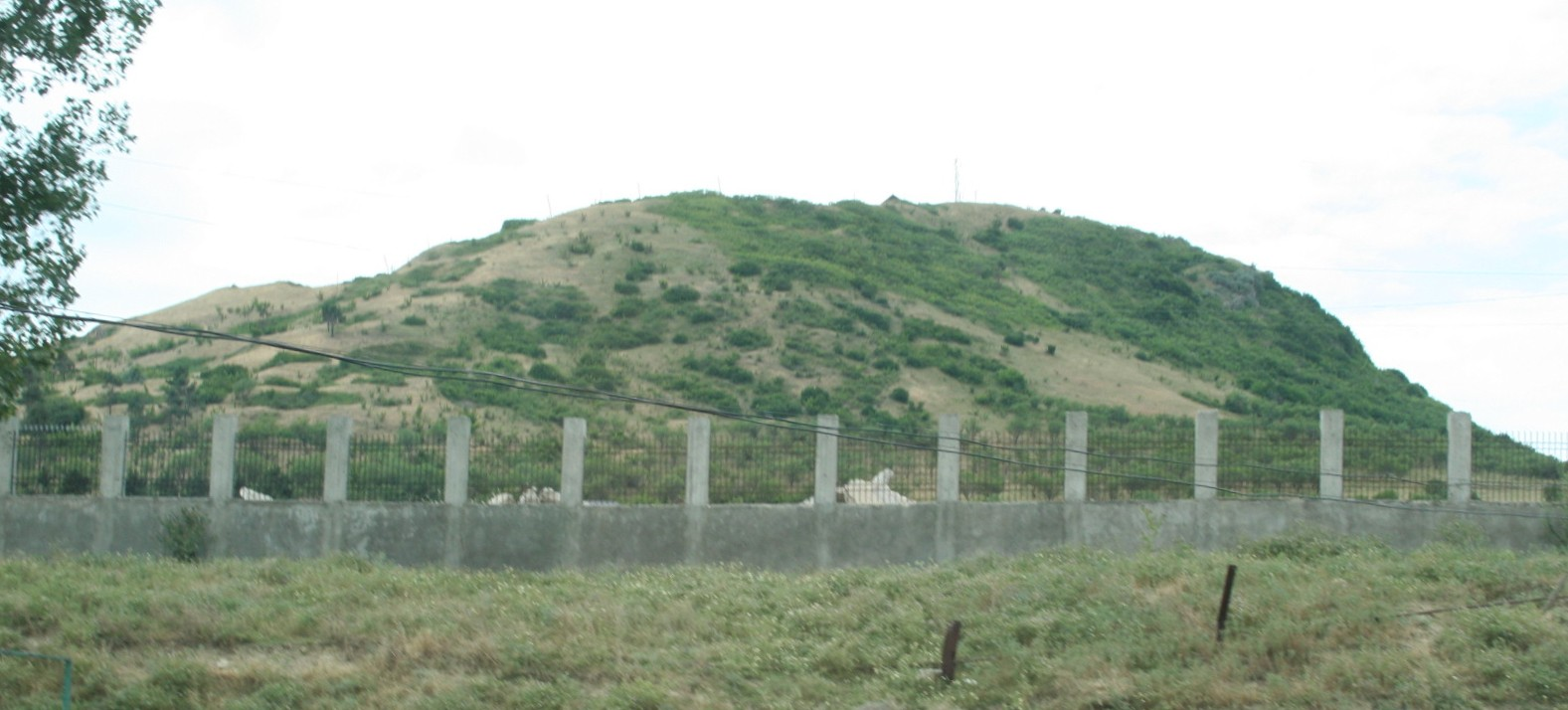
Вид из города Шемахы
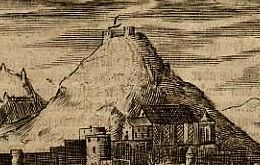
На рисунке из книги Адама Олеария
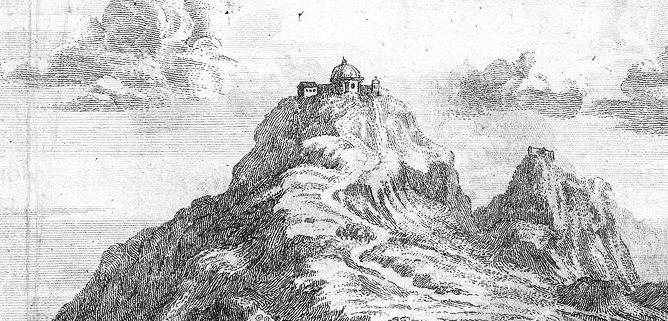
На рисунке из книги Яна Янсена Стрейса
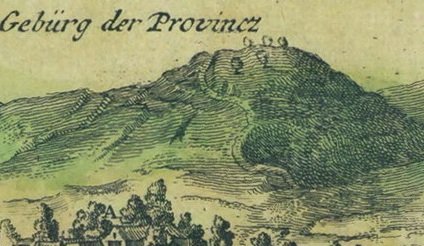
На рисунке Энгельберта Кемпфера